# Johann Reißmeier
Johann J. Reißmeier (* 13. März 1959 in Deggendorf, Bayern) ist ein deutsch-österreichischer römisch-katholischer Priester, Erzbischöflicher Offizial und Domkustos am Salzburger Dom. Er war Generalvikar der Erzdiözese Salzburg.

## Leben
Nach seinem Abschluss am Spätberufenengymnasium Fockenfeld der Oblaten des hl. Franz von Sales studierte Reißmeier ab 1980 Theologie an der Universität Salzburg. Am 20. Oktober 1985 gab er der Kongregation der Missionare vom Kostbaren Blut sein Ewiges Treueversprechen. Nach seiner Diakonenweihe am 1. März und seiner Priesterweihe am 1. Juli 1986 in Salzburg, wurde er Kooperator in Parsch und Richter am Diözesan- und Metropolitangericht der Erzdiözese Salzburg. Am 18. Mai 1989 promovierte er in Theologie mit dem Thema Die Entwicklung des Eigenrechts der Kongregation der Missionare vom Kostbaren Blut. Eine rechtsgeschichtliche Untersuchung zur Verfassung einer Gesellschaft des apostolischen Lebens. Im August 1989 wurde er Pfarrprovisor in Siezenheim und den Verpflichtungen gegenüber seiner Kongregation entbunden. 1991 bekam er einen Lehrauftrag an der Theologischen Fakultät der Universität Salzburg, wurde in das Erzbistum Salzburg inkardiniert und für zwei Jahre Spiritual am Kollegium Borromaeum Salzburg. Georg Eder ernannte ihn 1999 zum Generalvikar der Erzdiözese Salzburg und damit zum Nachfolger von Hans Paarhammer. Der neue Erzbischof Alois Kothgasser bestätigte ihn 2003 im Amt des Generalvikars, bis er 2006 durch Hansjörg Hofer abgelöst wurde. 2005 wurde er in den Souveränen Malteserorden aufgenommen. 2006 wurde er Bischofsvikar für die Weltkirche, für die Ständigen Diakone und für die Berufungspastoral. Von September 2006 bis Mai 2011 war er mit den Aufbau und Leitung der Ombudsstelle sexueller Missbrauch betraut. 2011 promovierte er zum Lizenziaten des kanonischen Rechts (Lic. iur. can) an der Ludwig-Maximilian-Universität München. Seit 31. Oktober 2014 ist er erzbischöflicher Offizial und seit März 2014 Mitglied des Wirtschaftsausschusses des Salzburger Domkapitels, dessen Domkustos er am 28. Oktober 2016 wurde.
Er ist auch Feuerwehrkurat und langjähriges aktives Mitglied der Freiwilligen Feuerwehr in Siezenheim.

## Auszeichnungen
- 1999 Kaplan Seiner Heiligkeit
- 2001 Ehrenprälat Seiner Heiligkeit
- 2006 Silbernes Ehrenzeichen des Österreichischen Roten Kreuzes[3]